# سابرینا غیور
سابرینا غیور (انگلیسی: Sabrina Ghayour؛ زادهٔ ۵ ژانویهٔ ۱۹۷۶) یک آشپز، نویسنده و پدیدآور ایرانی‌تبار اهل انگلستان است.
کتاب آشپزی مشهور او «پرسیانا، آشپزی خاورمیانه و ماوراء» در ماه مه ۲۰۱۴ میلادی منتشر شد. دومین کتاب او نیز «طعم‌هایی شگفت‌آور از شرق» در سال ۲۰۱۶ میلادی به بازار آمد.